# 水油甘
水油甘（学名：Phyllanthus parvifolius）为大戟科叶下珠属下的一个种。其种加词“parvifolius”意为“小叶的”。